# روبرت غرانت (سياسي)
روبرت غرانت (بالإنجليزية: Robert Grant)‏ هو سياسي أمريكي، ولد في 1936. حزبياً، نشط في الحزب الجمهوري.